# Бадегульская культура

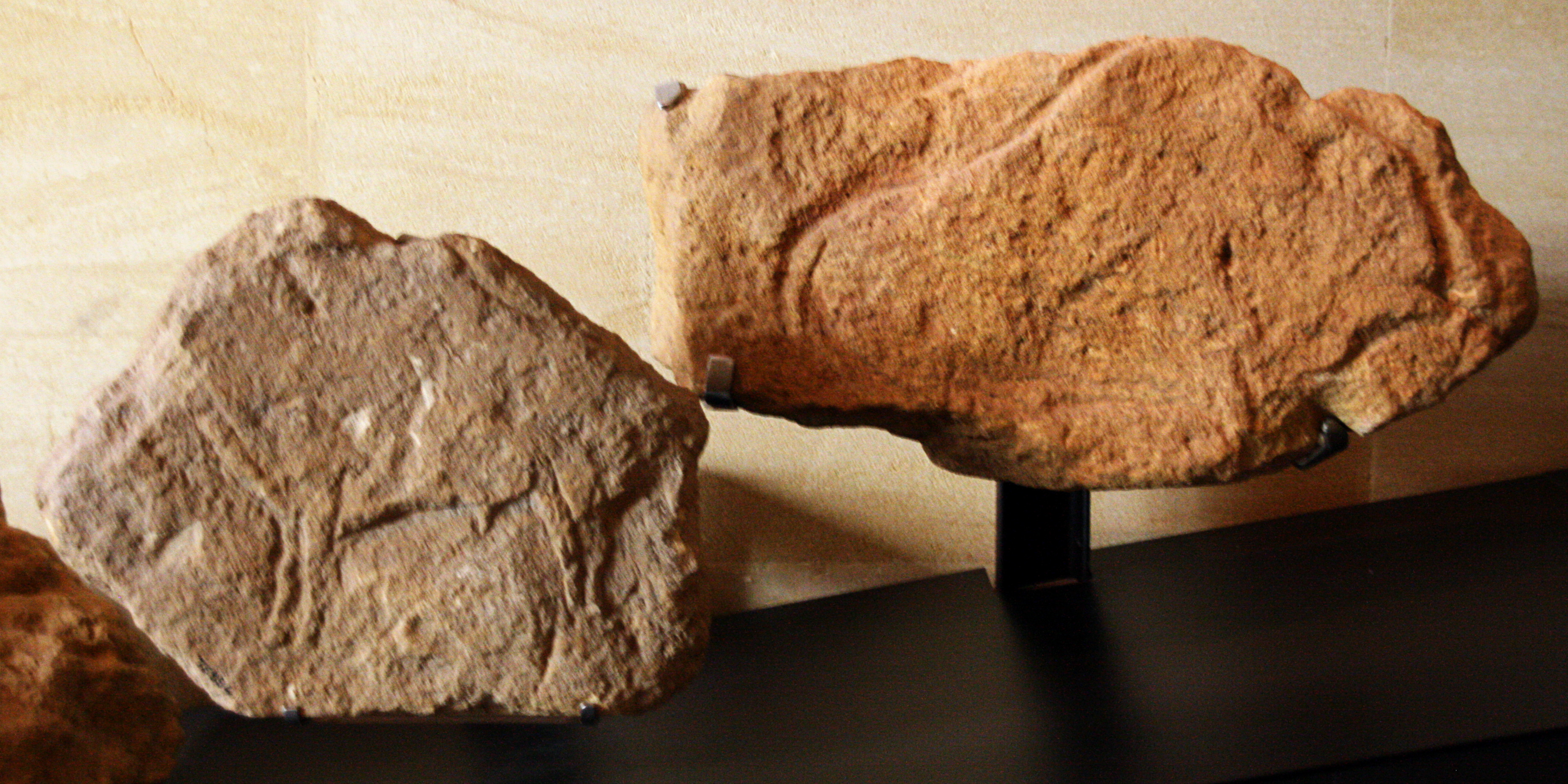
Бизоны, вырезанные на камне. Жамблан (Jamblancs), коммуна Бурникель. Национальный музей доисторической эпохи

Бадегульская культура (фр. Badegoulien) — материальная культура, или каменная индустрия эпохи верхнего палеолита. Ранее обозначалась как «древняя мадленская культура». Отличается от собственно мадленской культуры, в строгом смысле термина, с технологической точки зрения (обработка рубил) и типологически (в изобилии встречаются доисторические скрёбла, редко — резцы).
Бадегульская культура датируется 19 000—17 000 лет назад. Характерные для неё артефакты обнаружены на территории от франко-кантабрийского региона до Швейцарии и Германии.
В результате недавних исследованием были выявлены региональные варианты бадегульской культуры:
- средиземноморский вариант: скребла, каменные ножи с ретушью и различные доисторические предметы;
- кантабрийский вариант: скребла, шила, каменные ножи;
- аквитанский вариант: состоит из двух этапов:
  - древняя стадия: зубчатые орудия, сверла, скребки, шила;
  - поздняя стадия: многочисленные скребки.